# Berklee College of Music

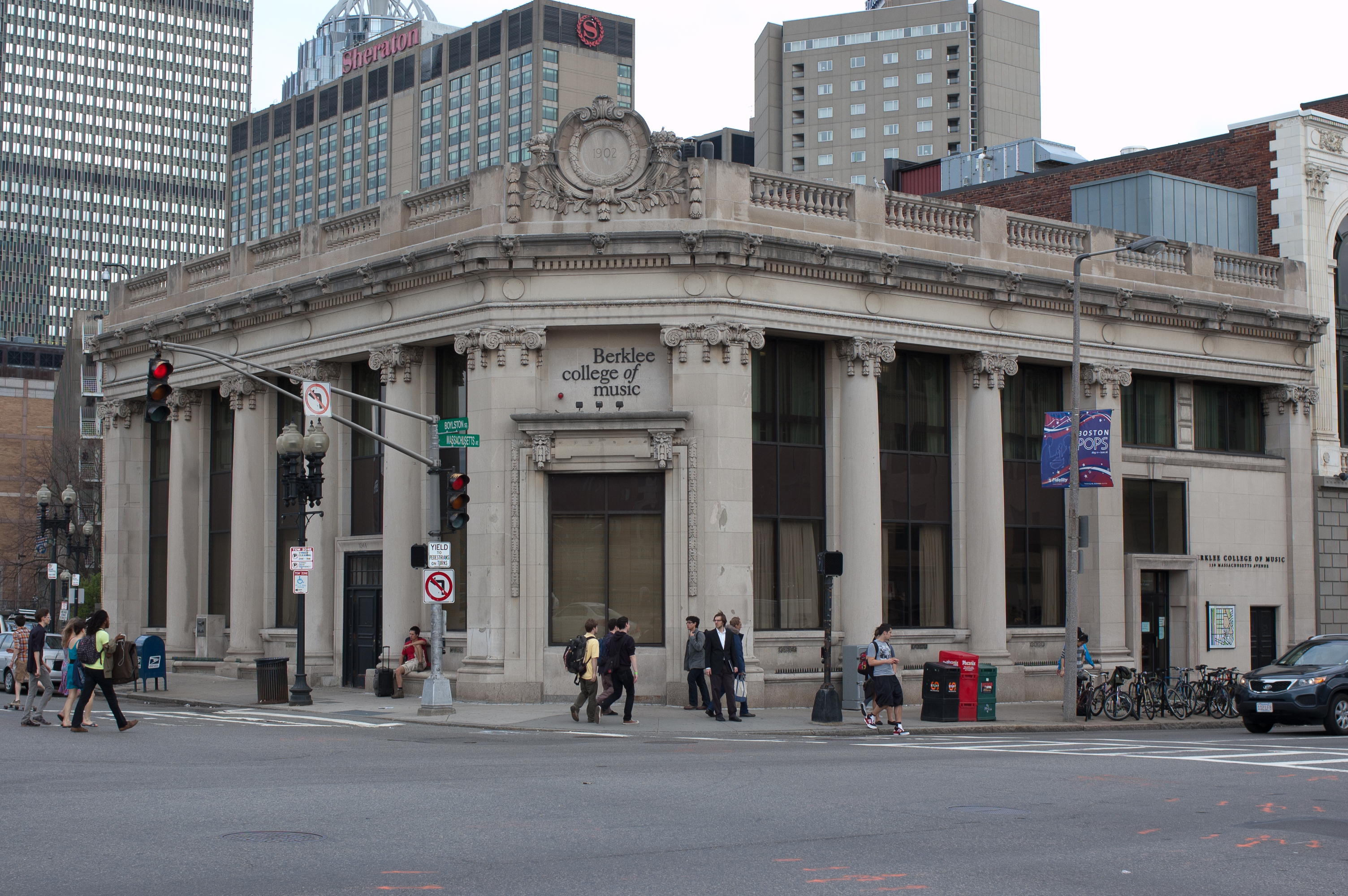
La escuela de música Berklee

El Berklee College of Music, fundado en 1945, es la universidad privada de música más grande del mundo. Ubicada en Boston, Massachusetts, Estados Unidos, es conocida por el estudio de jazz y de la música moderna de América, y también ofrece cursos de nivel universitario en una amplia gama de estilos contemporáneos e históricos, incluyendo rock, hip hop, reggae, salsa, heavy metal y bluegrass. Los alumnos de Berklee han ganado 294 Premios Grammy, más que cualquier otra universidad, y 95 Premios Grammy Latinos. Cuenta con muchas facultades, personal, alumnos y artistas visitantes destacados. Tiene una matrícula de aproximadamente 3.800 estudiantes y un profesorado de aproximadamente 650 (hasta 2011).
El Berklee College of Music no debe confundirse con el campus de la Universidad de California, Berkeley.
Desde 2008, Berklee Valencia, en la ciudad española de Valencia, es el primer campus del Berklee College of Music fuera de Boston.

## Historia
Berklee fue fundada por Lawrence Berk y originalmente su nombre era el Schillinger House of Music, en honor al profesor Joseph Schillinger. El objetivo original del colegio era enseñar el Sistema Schillinger de armonía y composición musical. Tras la expansión currículo de la escuela en el 1954, Berk cambió el nombre de la institución a Berklee School of Music, en honor a su hijo Lee Berk y como un juego de palabras del nombre de la famosa Universidad de California, Berkeley (a menudo los estudiantes tardan en explicar a la gente que Berklee College of Music y la Universidad de California, Berkeley son cosas distintas). Cuando la escuela recibió su acreditación, el nombre fue cambiado a Berklee College of Music en 1973. Lee Berk nunca estudió música formalmente; de hecho se licenció en Derecho y Empresas. Sin embargo su hija, Lucy Berk, es alumna de esta escuela.
En la época en la que fue fundada, casi todas las escuelas de música estaban centradas principalmente en la música clásica. La misión original de Berklee fue proveer de formación musical en jazz, rock, y otros estilos de música contemporánea no disponibles en las demás escuelas de música.
Para la admisión, Berklee evalúa la trayectoria musical tanto académica como profesional del candidato, posteriormente, dicho candidato debe realizar una audición y una entrevista oral. La media de aceptación de alumnos en Berklee es del 15%.
Durante febrero del 2006, varios alumnos se unieron y organizaron el primer club atlético oficial de Berklee, un equipo de hockey. El equipo de hockey de Berklee esperaba jugar en la liga New England Senior Hockey League durante la temporada 2006-2007, y en la American Collegiate Hockey Association (ACHA) durante la temporada 2007-2008. El equipo práctica en Rockland y West Roxbury.

## Estadísticas y demografía

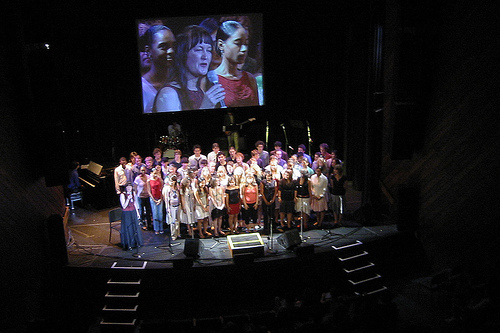
Un show en la institución.

A partir del año académico 2013–2014, la inscripción total en Berklee fue de 4,402 estudiantes. De los estudiantes matriculados en programas de grado, 29% eran mujeres, 11% eran afroamericanos y 10% eran hispanos. Con un 40% de alumnos no estadounidenses, Berklee tiene el porcentaje más alto de estudiantes extranjeros, representando a más de 70 países. Los 8 países que aportan la mayor cantidad de estudiantes extranjeros son Corea, Japón, México, República Dominicana, España, Francia, Italia, y Brasil. El presidente actual, Roger H. Brown, fue designado en el 2004. Además de los estudiantes que asisten al campus de Berklee en Boston, en el año académico 2012–2013, aproximadamente 5,000 estudiantes tomaron cursos en línea a través de Berklee Online.
Berklee ofrece tres cuatrimestres anuales a tiempo completo: otoño, primavera y un programa acelerado de 12 semanas en verano. (Comparado con los cuatrimestres de 16 semanas en otoño y primavera). También ofrece un sinnúmero de programas de verano para estudiantes de todas las edades, desde los 15 años en adelante. Hace poco inauguró su programa de estudio cibernético, donde se hace entrega del material a través de Internet.

## Edificios
- 18 edificios en el sector Back Bay de la ciudad de Boston.
- Tres edificios de dormitorios en Back Bay y en Fenway-Kenmore.
- Un edificio con salas de ensayo en Allston-Brighton.

## Grados universitarios ofrecidos

### MP&E
Music Production and Engineering (Producción de Música e Ingeniería), es de forma específica la creación y producción en la grabación de música.
La admisión está reservada para aquellos estudiantes que demuestren la mayor probabilidad de éxito en el programa y en la práctica. Los criterios de admisión incluyen habilidades musicales demostradas (durante la instrucción en Berklee College y/o en otras escuelas de música); "performance" y/o experiencia escribiendo y componiendo; logros académicos a niveles secundarios y universitarios; habilidades de comunicación (escrita y oral); experiencia previa en grabación o producción, y una entrevista durante el proceso de admisión.
No hay un GPA (puntaje promedio de notas) específico requerido para aplicar en MP&E (carrera de ingeniería de sonido en Berklee se denomina MP&E) (Music Production and Engineering). Sin embargo, debido a la naturaleza competitiva del programa, la mayoría de los estudiantes aceptados entran con un GPA sobre los 3.0. Además, todo estudiante aceptado debe mantener un mínimo en su CCGPA (Concentrado Acumulado del GPA) igual o mayor a 2.7 para poder permanecer en el programa. Para el año escolar 2017-2018, la tasa de aceptación para el Berklee College of Music Boston fue del 57%, para el Conservatorio de Boston fue del 38%, y para Berklee Online fue del 66%.

## Institutos
La Universidad cuenta también con el Mediterranean Music Institute (MMI)